# أكرم بركات
الشيخ أكرم بركات (1968 -)، عالم دين شيعي، ناشط في مجال التبليغ والإرشاد وله العديد من المؤلفات والكتب والمحاضرات المنشورة.

## نشأته ودراسته
وُلد في ربّ ثلاثين في 10-7-1968م، وعاش طفولته في برج حمود شرق مدينة بيروت، ثم انتقل مع عائلته أثناء الحرب الأهليّة عام 1975 مجددا إلى بلدته ربّ ثلاثين، ومنها عاد إلى بيروت بعد الاجتياج الإسرائيليّ عام 1978 حيث سكن في منطقة وادي أبو جميل.
 بعد إنهائه للمرحلة الثانوية في بيروت، انتسب إلى الجامعة اللبنانية في كلية الآداب / قسم الفلسفة.

نال شهادة الليسانس في الفلسفة وعلم الكلام عام 2000 في جامعة آزاد في طهران.

ثم شهادة الماجستير في الفلسفة وعلم الكلام عام 2003 من جامعة آزاد في طهران. وكان عنوان رسالته «المباني الكلاميّة لولاية الفقيه».

```
في العام 2013 نال شهادة الدكتوراه في الدراسات الإسلاميّة من الجامعة الإسلاميّة في لبنان وكان عنوان الأطروحة «التكفير- ضوابط الإسلام وتطبيقات المسلمين».
[
1
]
```

## عمله الأكاديمي
تنوع عمله الأكاديمي بين تدريس الفلسفة وأصول الفقه وعلم الكلام: 
-	درّس الفلسفة الإسلاميّة وعلوم القرآن في جامعة آزاد عام 2004 - 2008.

-	درَّس مادة أصول الفقه المقارن في كلية الحقوق في الجامعة الإسلامية 2013-2018.

-	درّس الفلسفة في كليّة الآداب في الجامعة اللبنانية 2014- حتى الآن 

-	درَّس فلسفة أصول الفقه في مرحلة الماجستير كلّية الدراسات الإسلاميّة في الجامعة الإسلاميّة 2014-2018.

-	درّس علم الكلام في مرحلة الليسانس في جامعة المعارف 2015-2016.

### الإشراف على الرسائل الجامعية
إضافة للتدريس أشرف وشارك في لجان مناقشة عدة رسائل جامعية: 
- رسالة ماجستير بعنوان: المحدّث الامام داوود الرقي آراؤه ومسنده/ الجامعة الإسلامية/ كلية الدراسات الإسلامية/ 2014.
- رسالة ماجستير بعنوان: الإصلاح والفساد من منظور القرآن الكريم/ الجامعة الإسلامية/ كلية الدراسات الإسلامية/ 2014.
- رسالة ماجستير بعنوان: مجازات العشق عند مولانا جلال الدين الرومي/ الجامعة الإسلامية/ كلية الآداب والعلوم الإنسانية/ 2015.
- رسالة دكتوراه بعنوان: دور الزمان والمكان في الاجتهاد الفقهي/ الجامعة الإسلامية/ كلية الدراسات الإسلامية/ 2015.
- رسالة ماجستير بعنوان: الخطاب الاستقطابي التكفيري، دراسة في ضوء النص القرآني والتجربة الإنسانية / الجامعة الإسلامية/ كلية الدراسات الإسلامية/ 2017.
- رسالة ماجستير بعنوان: مطاع الصفدي ومشكلة الحداثة العربية/ الجامعة اللبنانية/ كليّة الآداب والعلوم الإنسانية/ 2017.
- رسالة دكتوراه بعنوان: أهل الكتاب في القرآن الكريم: الأبعاد الحضارية والإنسانيّة / الجامعة الإسلاميّة/ كليّة الدراسات الإسلامية / 2018.
- رسالة ماجستير بعنوان: تداعيات التطرّف الديني على حريّة الآخر / الجامعة الإسلامية/ كلية الدراسات الإسلامية/ 2018.
- رسالة ماجستير بعنوان: القضاء والقدر في القرآن الكريم (دراسة مقارنة)/ الجامعة الإسلامية/ كلية الدراسات الإسلامية/ 2018.
- رسالة ماجستير بعنوان: تداعيات التطرّف الديني على حرية الآخر/ الجامعة الإسلامية/ كلية الدراسات الإسلامية/ 2019.
- رسالة ماجستير بعنوان: دور العقل في الاستدلال الفقهي عند القديمين (ابن ابي عقيل وابن الجنيد)/ جامعة المصطفى العالمية /فرع لبنان/ 2019.
- رسالة دكتوراه بعنوان «معرفة الله عند الإمام علي (ع) – دراسة موضوعيّة في الأدلّة التوحيديّة»/ الجامعة الإسلامية/ كلية الدراسات الإسلامية/ 2020.
- رسالة ماجستير بعنوان: التنمية البشرية في القرآن الكريم/ الجامعة الإسلامية/ كلية الدراسات الإسلامية/ 2020.
- رسالة دكتوراه بعنوان: التعايش بين الأديان في ضوء القرآن والسنّة-الأندلس نموذجاً- / الجامعة الإسلاميّة/ كليّة الدراسات الإسلامية / 2020.
- رسالة دكتوراه بعنوان: المدرسة الكلاميّة والفقهيّة عند يُونُس بن عبد الرّحمن القُمّي / الجامعة الإسلاميّة / كليّة الدراسات الإسلاميّة / 2021.

## دراسته الحوزوية
التحق بالحوزة العلميّة عام 1983م ودرس المقدمات في بيروت. وعام 1989م سافر إلى مدينة قم لمتابعة دراسته، وبقي فيها حوالي عشر سنوات قضى أكثرها في دراسة مرحلة البحث الخارج.

### أبرز أساتذته في قم
دَرَس في الحوزة العديد من العلوم.
- علم الفقه: درس مرحلة بحث خارج لمدة ست سنوات عند السيد كاظم الحائري.
- علم أصول الفقه: أيضا درس 6 سنوات عند السيد كاظم الحائري، وسنة واحدة عندالسيد أحمد مددي.

كما درس علوم الفلسفة وعلم الكلام وعلم الرجال وعلم الحديث وعلم البلاغة وعلم النحو وعلم المنطق.

### التدريس الحوزوي
ابتدأ تدريسه الحوزوي منذ عام 1985 والمواد التي درّسها: المنطق الصوري، النحو، الصرف، البلاغة، الفلسفة الإسلامية، علم الكلام، الفقه السّياسي، علم أصول الفقه، علم الفقه، علم الحديث، علم رجال، علوم القرآن.
 إضافة لذلك فهو أستاذ بحث الخارج في مرحلة الدكتوراه في الفقه السّياسي في جامعة المصطفى-لبنان (2016-2020)، أيضا أستاذ بحث الخارج في حوزة أهل البيت (ع) في بنت جبيل (2017-2022)

## عمله في لبنان
- شارك في تأسيس جامعة المعارف في لبنان بصفته عضواً في هيئة الأمناء.
- ترأسّ لجنة صياغة برامج المواد والأنشطة الثقافية العامة في جامعة المعارف عام 2017.
- ترأس لجنة مرحلة الدكتوراه والسطح الرابع في جامعة المصطفى في لبنان 2016/2017.
- ترأس لجنة الفقه والأصول في جامعة المصطفى (ص) في لبنان عام 2014-2015.
- استلم إدارة مؤسسة المرتضى (ع) للتحقيق في مدينة قم المقدّسة عام 1997 – 1998.
- عضو هيئة تحرير في مجلة كفتمان فقه حكومتي (إيران) / 1396 ه.ش.
- عضو الهيئة الاستشارية في مجلة الملتقى (سوريا) / 2019.
- عضو الهيئة العلمية في مجلة الحياة الطيبة / لبنان.
- عضو الهيئة العلمية في مجلة الاجتهاد / لبنان.
- ترأّس من عام 2001 إلى عام 2022 جمعيّة المعارف الإسلاميّة الثقافيّة.[2]

## مؤلفاته
لديه أكثر من 60 مؤلّفاً مطبوعاً منها:
1. حقيقة مصحف فاطمة (ع) عند الشيعة (الطبعة 8)[نال الجائزة الأولى في المهرجان الدوليّ في إيران عام 2003م][3]
2. التكفير، ضوابط الإسلام وتطبيقات المسلمين (الطبعة 4)، تُرجم إلى اللغة الفارسية وطبع في إيران.
3. دروس في علم الدراية (الطبعة 5)، [معتمد في المنهج التدريسي في الحوزة العلمية في النجف الأشرف].
4. ولاية الفقيه بين البداهة والاختلاف (الطبعة 4).
5. حقيقة الجفر عند الشيعة (الطبعة 7).[4]
6. محاضرات في الثقافة الإسلامية (مقرَّر دراسي اعتُمد في الجامعة الإسلامية في لبنان). ترجم إلى اللغة الإنكليزية.
7. سفينة العقل، رحلة باحث عن الحقيقة. (ترجم إلى اللغات الإنكليزية والفرنسية والهوسا والسواحيلي والاوردو والماليزية والألمانية)
8. يسألونك (سلسلة عقائدية من سبعة أجزاء) تُرجمت إلى اللغات الإنكليزية والفرنسية والهوسا والسواحيلي.
9. تعارفوا (سلسلة اجتماعية من سبعة أجزاء). تُرجمت إلى اللغة الإنكليزية.
10. يزكيهم (سلسلة أخلاقية من سبعة أجزاء).
11. القربى (سلسلة سيرة أهل البيت من سبعة أجزاء)
12. مسجد القائم – ذاكرة عشرين عاما-.
13. أوراق في محافل الفكر والأدب. (صدر منه 3 أجزاء).
14. التصوّف والعرفان – النشأة والملامح-
15. الفاتحة – خلاصة المعرفة الدينية
16. الحكم الشرعي- تساؤلات وإجابات
17. الفقاهة في ضوء متغيّرات العصر ومتطلّباته –بحث مقارن بين الأعلام: الخوئيّ والصّدر والخمينيّ
18. السير والسلوك - دليل شامل لتحسين السير والسلوك الشخصي والمهني

### مؤلفات باللغة البرتغالية
ألّف ونشر عدّة كتب في اللغة البرتغالية في البرازيل منها:
1. Paulo em busca da verdade.
2. UM RESUMO DOS DEVERES NO ISLAM.
3. “Assalat” A ORACAO NO ISLAM.

### الإصدارات الالكترونية
له سلسلة من الدروس الحوزوية (إصدار إلكتروني):
1. شرح كتاب كفاية الأصول / عدد الدروس 211
2. شرح كتاب المكاسب المحرّمة / عدد الدروس 173
3. شرح كتاب المكاسب / البيع / عدد الدروس 289.
4. شرح كتاب المكاسب / الخيارات / عدد الدروس 73.
5. شرح كتاب فرائد الأصول / عدد الدروس 62.
6. شرح كتاب بداية الحكمة / عدد الدروس 88.
7. دروس في علم أصول الفقه (الحلقة الثالثة (/ القسم الأول / عدد الدروس 133.

### مؤلّفاته المخطوطة
1. شرح كفاية الأصول.
2. شرح كتاب الإرث من اللمعة الدمشقيّة.
3. تقريرات أصولية للسيد كاظم الحائريّ.
4. تقريرات فقهية للسيد كاظم الحائريّ.
5. شرح مختصر المعاني.
6. شرح كتاب قطر الندى وبلّ الصدى.
7. أحكام النواصب.

## الأبحاث والمقالات المنشورة
كتب عشرات المقالات والأبحاث نشر منها:
1. الإمام شرف الدين في مقاومة الاحتلال والحرمان (نُشر في مجموعة مقالات المؤتمر الدولي لتكريم الإمام شرف الدين (قده)2 ص 171-2005م).
2. الكفر ودلالاته في الأحاديث النبويّة قراءة تحليليّة (نُشر في مجلة الحياة الطيبة العدد 28- 2014).
3. الأسس العقلية والكلامية لولاية الفقيه (ُنشر في مستدركات دائرة المعارف الإسلامية الشيعية ج1 ص 42).
4. مصحف علي (ُنشر في مستدركات دائرة المعارف الإسلامية الشيعية ج2 ص383).
5. لوح فاطمة (نُشر في في مستدركات دائرة المعارف الإسلامية الشيعية ج2 ص298).
6. مصحف فاطمة (نُشر في مستدركات دائرة المعارف الإسلامية الشيعية ج2 ص354).
7. الجامعة (نُشر في مستدركات دائرة المعارف الإسلامية الشيعية ج1 ص321).
8. الأسس العقلية والكلامية لولاية الفقيه (نُشر في الكتاب الرابع من سلسلة المؤتمرات والندوات، 2007 م).
9. المنهج القويم في إصلاح الإنسان (نُشر في الكتاب السادس من سلسلة المؤتمرات والندوات في مركز الامام الخميني الثقافي، 2007م).
10. العارف والعرفان قراءة في مسيرة الشيخ أحمد عارف الزين (نُشر في مجلّة المنهاج العدد 59 ص 89، 2010 م).
11. ثنائية الدولة والمقاومة (نُشر في صحيفة السفير 18/5/2005).
12. صورة الآخر في المنظور الديني (نُشر في مجلة المنهاج العدد 81 – 2017م).
13. النظرة المنظوميّة للدين نُشر باللغة الفارسية تحت عنوان «نكاه منظومه اى به دين» في مجلة «علوم انسانى اسلامى صدرا»، العدد21، العام2017م).
14. الأمّة بين ولاية الفقيه والمرجعية التقليد (نُشر في مجلّة الحياة الطيّبة، العدد 36، العام 2017م).
15. فلسفة الشهادة رؤية تحليلة في ضوء قوة الإدراك ومتعلقَّاته (نُشر في مجلّة الحياة الطيّبة، العدد 37، العام 2017م).
16. الوطن السياسي – مقاربة تأصيلية (نُشر في مجلّة المنهاج، العدد 85/86، العام 2018م).
17. الاختلاف العقدي في نظر العقل المؤمن (نُشر في مجلّة الحياة الطيّبة، العدد 40، العام 2018م).
18. قِدم العالَم بين الغزالي وفلاسفة الأندلس (نُشر في مجلّة الحياة الطيّبة، العدد 42/43، العام 2019م).
19. العقل الفعّال في فلسفة ابن باجه (نُشر في مجلّة الحياة الطيّبة، العدد 42/43، العام 2019م).
20. التصوف والعرفان (نشر في مجلّة المنهاج، العدد 97/98، العام 2022م).
21. الشريعة ومتغيرات العصر في ضوء نظريَّة الزمان والمكان (نشر في مجلّة الحياة الطيبة، العام 2022م).

## مقابلات صحفية والمشاركات التلفزيونية
أجريت معه العديد من المقابلات في صحف لبنانيّة (السفير، اللواء، الانتقاد...) وسورية وإيرانية وبريطانية، كما أجريت معه العديد من البرامج التلفزيونية والإذاعية بما تجاوز 500 لقاء تلفزيوني وإذاعي في بلدان عديدة.

## جوائز علمية
نال كتابه «حقيقة مصحف فاطمة عند الشيعة جائزة الكتاب الأوّل في مهرجان الولاية الدولي في إيران عام 2013م»

## المؤتمرات والندوات العلمية
شارك، محاضراً وباحثاً في عشرات المؤتمرات والندوات الفكرية التي عقدت في لبنان، بريطانيا، العراق، إيران، السعودية، سوريا، البرازيل، الباراغواي منها:
- الاشكاليات والمعالجات في النهضة الحسينية (البرازيل 1998).
- العرفان والسلطة (بريطانيا 2005).
- الامام شرف الدين (إيران 2005).
- عوامل الانتصار (سوريا 2006).
- الوحدة الإسلامية (السعودية 2010).
- فتنة التكفير وسماحة الإسلام (لبنان 2013).
- الحوزة والجامعة في مواجهة الإرهاب التكفيري والطائفي (العراق 2017).
- شبابنا والدين – بين الإلحاد والتباسات العقيدة المشوهة (لبنان 2017).
- نحو ثقافة الحوار بين الأديان (لبنان 2017).
- ملتقى التبليغ الديني على وسائل التواصل الاجتماعي (لبنان2017).
- ملتقى الشباب اللبناني بين الالتزام الديني والتكفير (لبنان 2018).
- القدس وجهتنا (سوريا 2018).
- التأصيل الثقافي للعلوم الإنسانية – رؤى وتجارب (لبنان 2018)
- دور العلماء في تأصيل مفهوم المواطنة وحفظ الأوطان (سوريا 2019).

## الوصلات الخارجية
- موقع سراج القائم - الصفحة الرسمية للشيخ أكرم بركات
- محاضرات الشيخ أكرم بركات في موقع يوتيوب